# Teateråret 1992

## Priser och utmärkelser
- O'Neill-stipendiet tilldelas Erland Josephson
- Thaliapriset tilldelas Finn Poulsen
- Mona Malm tilldelas Teaterförbundets Gösta Ekmanstipendium
- Anita Soldh blir utnämnd till hovsångerska

### Guldmasken
| Bästa skådespelerska:          | Ewa Roos                    | Bröderna Östermans Huskors |
| Bästa skådespelare:            | Johan Ulveson               | Knäpp Igen                 |
| Bästa kvinnliga biroll:        | Malin Berghagen             | Blood Brothers             |
| Bästa manliga biroll:          | Pontus Gustafsson           | Trassel                    |
| Bästa kvinnliga musikalartist: | Linda Söderholm             | Fame                       |
| Bästa manliga musikalartist:   | Karl Dyall                  |                            |
| Regi:                          | Lars Amble                  | Trassel                    |
| Koreografi:                    | Lars Bethke och Runar Borge | Fame                       |
| Scenografi:                    | Kicki Ilander               | Knäpp Igen                 |
| Kostym:                        | Inger Pehrsson              | Press                      |
| Juryns specialpris:            | Povel Ramel                 | Knäpp Igen                 |
| Privatteatrarnas pris:         | The Real Group              | Knäpp Igen                 |

## Årets uppsättningar

### September
- 3 september – premiär för musikalen Elisabeth, Theater an der Wien, Wien

### November
- 14 november – Osborn Bladinis Handbok för handlösa, i regi av Eva Bergman, börjar spelas på Backa Teater i Göteborg.[1]

### Okänt datum
- Galenskaparna och After Shave firar 10 år med en sjätte revy, en nygammal uppsättning av Skruven är lös på Lorensbergsteatern i Göteborg.
- Staffan Göthes pjäs Boogie Woogie har urpremiär.
- Legendia i Gunnebo sommarspel.
- Pablo Picassos surrealistiska pjäs Åtrån fångad i svansen från 1941 sätts under höstterminen upp av Lunds Studentteater.